# Хемицелулоза
Хемицелулоза представља велику групу биљних полисахарида, која се обично налази уз лигнин. То је хетерополимер, у коме је матрикс састављен од полисахарида, и осим глукозе, садржи и ксилозу и манозу. Хемицелулоза заједно са целулозом изграђује ћелијски зид, и то примарни и секундардни ћелијски зид свих биљака и неких морских трава.
Постоје варијације у саставу хемицелулозе, тј. хемицелулозе ксилана у различитим биљкама, па чак и различитим органима исте биљке. Структура може да садржи следеће шећере у различитим концентрацијама D-ксилозу, D-глукозу, D-арабинозу, D-манозу и мањи проценат D-глукуронске киселине. Карактеристично за хемицелулозу јесте да се, за разлику од целулозе, раствара у концентрованим растворима база и објашњење за то је присуство уронских киселина. У системској анализи, управо захваљујући том својству могуће раздвојити хемицелулозу од целулозе. 
Хемицелулозе чине мекши део ћелијског зида, представљају везивну компоненту између лигнина и целулозе, тј. повезују целулозну арматуру у ћелијском зиду и заједно са целулозом граде ћелијски зид. Метафорички представљен ћелијски зид код биљака може се рећи да је арматура – целулоза, мекани асфалт – лигнин, а хемицелулоза повезује све то заједно.

## Изоловање
Наиме, полазни биљни материјал се након хомогенизовања раствара у води. Моно- и олигосахариди су растворни у води (пектин, амилоза, скроб, неки моно- и дисахариди). Уколико се уради екстракција хелирајућим пуфером (пуфер садржи EDTA, нема слободне двоваленентне катјоне, нпр. јоне калцијума или магнезијума), онда у талогу заостаје целулоза и хемицелулоза. Одвајањем талога од раствора и екстраховањем концентрованим раствором базе (нпр. 4  натријум-хидроксидом), хемицелулоза ће се растворити, док ће целулоза заостати у раствору. Хемицелулоза се раствара у бази јер има одређен проценат уронских киселина које ће бити депротоноване, карбоксилне групе ће бити негативно наелектрисане и постаће растворљивије у води. Свакако, у биљном материјалу постоји и присуство хемицелулозе ксилана које су у старту растворне у води без додатка базе.